# Bonne de Savoie (1388-1432)
Pour les articles homonymes, voir Bonne de Savoie.
Bonne de Savoie, née en 1388 et morte le 4 mars 1432, est une princesse de Savoie et une dame de Piémont.

## Biographie
Bonne de Savoie est née au cours de l'année 1388. Le lieu de naissance est inconnu. Le site de généalogie MedLands donne la date du 11 octobre 1388. Elle est la fille du comte Amédée VII de Savoie et de Bonne de Berry,. Elle a pour frère Amédée, qui succèdera à leur père.
Elle est mariée le 24 juillet 1403 au seigneur de Piémont, Louis de Savoie-Achaïe, appartenant à la branche des Savoie-Achaïe. Le couple n'eut pas d'enfant et la branche de Savoie-Achaïe s'éteignit.
Le titre de seigneur de Piémont revint à Amédée VIII de Savoie, frère de Bonne de Savoie,.
Bonne de Savoie meurt le 4 mars 1432, au château de Stupinigi, dans les environs de Turin (Piémont).